# Илиморов
Илиморов (хак. Чахсы хоных) — аал в Аскизском районе Хакасии. Проживают хакасы.

## География
Расположен в 6 км от с. Усть-Чуль.

## Население
| 2002 | 2010 |
| ---- | ---- |
| 165  | ↘150 |

национальный и гендерный состав
Согласно результатам переписи 2002 года, в национальной структуре населения хакасы составляли 99 % от 165 человек, из них 87 мужчин, 78 женщин.

## Инфраструктура
В аале имеются начальная школа, клуб, фельдшерско-акушерский пункт.
Телебашня Радиотелецентра РТРС.